# Stanisław Karubin
Stanisław Karubin (ur. 29 października 1915 w Woźnikach, zginął 12 sierpnia 1941 w Horn Crag Eskdale, w Kumbrii, Anglii) – sierżant pilot Wojska Polskiego, sierżant (ang. Sergeant) Królewskich Sił Powietrznych, as myśliwski II wojny światowej.

## Życiorys
Był jednym z ośmiorga dzieci Wojciecha i Sotery z domu Cibor. Po ukończeniu nauki w szkole powszechnej uczył się w szkole zawodowej w Łosicach. W ramach Przysposobienia Wojskowego Lotniczego przeszedł w Szkole Podoficerów Lotnictwa dla Małoletnich w Bydgoszczy przeszkolenie w zakresie pilotażu silnikowego. Został przydzielony we wrześniu 1937 roku do 111 eskadry myśliwskiej. W jej składzie walczył w kampanii wrześniowej tocząc 21 walk powietrznych. 3 września zestrzelił samolot Messerschmitt Bf 110. Zestrzelenie miało miejsce podczas lotu na przechwycenie nieprzyjacielskiej wyprawy bombowej atakującej Warszawę. 12 września w godzinach porannych wykonał na rzecz Armii „Lublin” lot rozpoznawczy w rejonie środkowej Wisły.
Po kampanii wrześniowej przez Rumunię i Grecję dotarł do Francji 23 stycznia 1940 roku. W kampanii francuskiej 1940 roku walczył w składzie klucza mjr pil. Zdzisława Krasnodębskiego – I klucz kominowy (Kr), przydzielonego do francuskiego I/55 dywizjonu myśliwskiego i 3 czerwca zestrzelił jeden samolot Dornier Do 17 lub Do-215 atakujący lotnisko w Étampes. 14 czerwca, wspólnie z plut. Machowiakiem, zaatakował formację Messerschmittów Bf 109, ale nie uzyskał zwycięstwa. Pod koniec kampanii francuskiej został skierowany na lotnisko w Limoes w celu sprawdzenia możliwości zorganizowania obrony przeciwlotniczej.
Po klęsce Francji przypłynął do Wielkiej Brytanii, gdzie otrzymał numer służbowy 793420 . Następnie walczył w bitwie o Anglię, w składzie 303 dywizjonu myśliwskiego „Warszawskiego” im. Tadeusza Kościuszki. Odniósł pięć pewnych zwycięstw, między innymi 31 sierpnia 1940 r. zestrzelił samolot Messerschmitt Bf 109. 6 września sam został zestrzelony i ranny. Ratował się skokiem ze spadochronem. 18 września odznaczony został Krzyżem Srebrnym Orderu Wojennego Virtuti Militari.
Po wykonaniu tury lotów bojowych przydzielony został 7 marca 1941 roku do 57 Operational Training Unit (OTU) a miesiąc później do 55 OTU w Unsworth w charakterze instruktora. 12 sierpnia 1941 wracając z lotu treningowego na samolocie Hawker Hurricane, wychodząc z chmur do lądowania, zderzył się z wyniosłością terenu (750 metrów) w Horn Crag Eskdale (w identyczny sposób zginął wówczas również por. pil Zygmunt Höhne, absolwent ostatniej XIII Promocji szkoły Podchorążych Lotnictwa w Dęblinie). Pochowany został na cmentarzu w Casteltown koło Sunderland.

## Zestrzelenia
Na liście Bajana sklasyfikowany został na 25 pozycji z 7 pewnymi zestrzeleniami samolotów Luftwaffe.
Zestrzelenia pewne:
- Bf 110 – 3 września 1939
- Do 17 – 3 czerwca 1940 (pilot zgłosił zestrzelenie, nie zostało ono zaliczone przez PSP, I./KG76 nie straciła w tym locie żadnego samolotu, 4 wróciły do bazy uszkodzone)[17]
- Bf 109 – 31 sierpnia 1940 (pilotował Hurricane R2688/F)[18]
- 2 Bf 109 – 5 września 1940[19]
- He-111 – 6 września 1940 (zestrzelony, ranny w nogę)
- Bf 109 – 30 września 1940[20]
- Bf 109 – 5 października 1940

## Ordery i odznaczenia
- Krzyż Srebrny Orderu Wojennego Virtuti Militari – 18 września 1940, nr 08827
- Krzyż Walecznych – trzykrotnie
- Polowa Odznaka Pilota
- brytyjski Distinguished Flying Medal